# Perryopolis, Pennsylvania
Perryopolis là một thị trấn thuộc quận Fayette, tiểu bang Pennsylvania, Hoa Kỳ. Năm 2010, dân số của thị trấn này là 1784 người.